# 姜建壮
姜建壮 （1963年3月—），山东大学化学与化工学院院长、教授。主要从事卟啉酞菁化学、稀土化学等方面的研究工作。入选中华人民共和国教育部第七批"长江学者"特聘教授，曾就读于北京大学化学系。